# Digitaria ekmanii
Digitaria ekmanii är en gräsart som beskrevs av Albert Spear Hitchcock. Digitaria ekmanii ingår i släktet fingerhirser, och familjen gräs. Inga underarter finns listade i Catalogue of Life.